# Asclepias macroura
Asclepias macroura är en oleanderväxtart som beskrevs av Asa Gray. Asclepias macroura ingår i släktet sidenörter, och familjen oleanderväxter. Inga underarter finns listade i Catalogue of Life.